# Urška Majdič
Urška Majdič (umetniško ime UMA),  slovenska glasbenica in tekstopiska, skladateljica filmske glasbe, aktivistka in radijska ter televizijska voditeljica.
Urška Majdič je najbolj znana kot pevka v rock skupini Billysi (Billy's Private Parking), za katero je tudi so-avtorica glasbe in avtorica besedil. V skupini je delovala od leta 2001, a ta ni več aktivna. Kot UMA je posnela album Neskončni album Duša.
.
Je avtorica glasbe za slovenski film Nekaj sladkega.

## Življenje in delo
Po izobrazbi je magistra turizma, pri študiju pa se je osredotočala na trajnostni razvoj. Sodelovala je tudi v projektih, ki so vključevali okolju prijazne rešitve, soorganizirala Dan odgovornega turizma in zmagala na Inovativnih rešitvah za zeleno identiteto Slovenije. Aktivna je tudi na področju družbene in okoljske odgovornosti. Sodelovala je v projektih, kot so Krilca, Zaščitimo slovenskega volka, Tashka, Ohranimo slovenske gozdove, Srečna hiša, Podari malico, Daruj kri, Sinergija za učenje (preko ZLUS) - medgeneracijsko sodelovanje, Stopimo skupaj za slovenske otroke, Očistimo Slovenijo v enem dnevu!, Anina Zvezdica in druge.
Od leta 2000 deluje tudi kot glasovna umetnica, interpret za različne oglaševalske agencije oz. projekte. Med leti 2015 in 2017 je bila radijska voditeljica in ko-producentka svojega termina na Radiu Antena. Urška Majdič je prejela nagrado kot so-avtorica za skladbo "Svobodna" izvajalke Vike Zore na festivalu Fens leta 2003, leta 2004 na Hit festivalu za besedilo "Preženi oblake", leta 2006 SOF-OFF zlato nagrado za najboljšo avtorsko skladbo v oglaševanju (skladba »If I... Fell in Love«) in Diamant za Rock skupino v okviru zasedbe Billysi leta 2009.
Od leta 2017 pod umetniškim imenom UMA vodi glasbeni projekt Duša: Neskončni album. Ustanovila je tudi istoimensko glasbeno zasedbo. »Čarobni vrt« je prva skladba, ki je studijsko posneta in uradno objavljena v novi zasedbi, UMA, maja 2018. 5. maja 2017 je Urška z glasbenimi kolegi izvedla koncert Duša - Začetek Neskončnega albuma, koncert, posvečen očetu Dušanu, na prvo obletnico njegove smrti. Odvila se je ekskluzivna premiera svežih skladb, med katerimi je bil tudi »Čarobni vrt«. Ves izkupiček od vstopnic je namenila skladu Sapramiška Zveze prijateljev mladine.

### Zasebno
Od leta 2017 je bila v razmerju s slovenskim komikom Tinom Vodopivcem. Leta 2019 se jima je rodil sin. V začetku leta 2023 je par javno spregovoril, da sta se razšla.